# Paul Nicholls
Paul Nicholls, nome d'arte per Paul Greenhalgh (Bolton, 12 aprile 1979), è un attore britannico.

## Biografia
Il suo primo ruolo fu nel dramma della BBC Earthfasts, ma fu il personaggio di Joe Wicks in EastEnders, in cui recitò dal 1996 al 1997, che gli procurò fama. Proseguendo, egli apparve in City Central nel ruolo di Terry Sydenham dal 1998 al 1999.
Recenti apparizioni televisive includono l'adattamento del 2003 di The Canterbury Tales con Julie Walters, poi anche nel ruolo del noto maestro d'arte Adam Rice nell'episodio finale della terza stagione di Hustle - I signori della truffa e il ruolo principale nella serie A Thing Called Love.
Ha recitato anche nel dramma storico ambientato durante la prima guerra mondiale The Trench - La trincea (1999), nell'adattamento cinematografico della commedia del 1776 The Clandestine Marriage di George Colman il Vecchio e David Garrick per la regia di Christopher Miles (1999), in  Goodbye Charlie Bright di Nick Love (2001), in If Only (2004) e in Che pasticcio, Bridget Jones! (2004).
Il suo primo ruolo significativo fu quello di Billy Fisher nella produzione del 1998 di Billy Liar al Bush Theatre di Londra.  Il suo debutto in teatro fu nel ruolo di Edmund Tyrone in Long Day's Journey Into Night alla Lyric Opera House.  Apparizioni successive furono Vincent in Brixton al Royal National Theatre e un ritorno al Lyric in Festen - Festa in famiglia nel gennaio del 2005.  Ebbe anche la parte del personaggio principale nella Fedra di Racine, ma in quel periodo dovette affrontare un'infezione alla gola.
Nel luglio del 2007, Nicholls recitò la parte di Terry nel film per la televisione Clapham Junction. 
Nel 2008 l'attore ha partecipato nel ruolo del dottor. Robert Fielding alla serie televisiva in sei episodi Harley Street, in cui ha recitato accanto a Suranne Jones, e anche nel caper movie Daylight Robbery - Un colpo british style.
Nel 2011 è entrato a far parte del cast principale della serie televisiva Law & Order: UK, sostituendo l'attore Jamie Bamber.
Nel 2012 prende parte al film tv, nonché terzo film di Lake Placid, Lake Placid 4 - Capitolo finale.
È sposato dal 2008 con Chantal Brown.

## Filmografia

### Cinema
- The Trench - La trincea (The Trench), regia di William Boyd (1999)
- The Clandestine Marriage, regia di Christopher Miles (1999)
- Goodbye Charlie Bright, regia di Nick Love (2001)
- Sogni di gloria - La rivincita di Raf (High Speed), regia di Jeff Jensen (2003)
- Sogni di gloria (The Ride), regia di Gaby Dellal (2003)
- If Only, regia di Gil Junger (2004)
- Che pasticcio, Bridget Jones (Bridget Jones: The Edge of Reason), regia di Beeban Kidron (2004)
- Daylight Robbery - Un colpo british style (Daylight Robbery), regia di Paris Leonti (2008)

### Televisione
- Earthfasts – serie TV, 5 episodi (1994)
- EastEnders – serial TV, 162 puntate (1996-1997)
- City Central – serie TV, 12 episodi (1998-1999)
- The Canterbury Tales – miniserie TV, episodio 2 (2003)
- Gunpowder, Treason & Plot – miniserie TV (2004)
- A Thing Called Love – serie TV, 6 episodi (2004)
- Hustle - I signori della truffa (Hustle) – serie TV, episodio 3x06 (2006)
- Miss Marple (Agatha Christie's Marple) – serie TV, episodio 3x03 (2006)
- Clapham Junction, regia di Adrian Shergold – film TV (2007)
- Harley Street – serie TV, 6 episodi (2008)
- Diario di una squillo perbene (Secret Diary of a Call Girl) – serie TV, episodi 4x03-4x07-4x08 (2008)
- Law & Order: UK – serie TV, 13 episodi (2011-2013)
- L'ispettore Barnaby (Midsomer Murders) – serie TV, episodio 14x08 (2012)
- Holby City – serie TV, 7 episodi (2012)
- Lake Placid 4 - Capitolo finale (Lake Placid: The Final Chapter), regia di Don Michael Paul – film TV (2012)
- Delitti in Paradiso (Death in Paradise) – serie TV, episodio 5x03 (2016)
- Grantchester – serie TV, episodio 2x04 (2016)

## Doppiatori italiani
Nelle versioni in italiano delle opere in cui ha recitato, Paul Nicholls è stato doppiato da:
- Fabrizio Manfredi in Sogni di gloria - La rivincita di Raf, Sogni di gloria
- Simone D'Andrea in The Trench - La trincea
- Riccardo Niseem Onorato in If Only
- Alberto Angrisano in Miss Marple
- Gianluca Solombrino in Daylight Robbery - Un colpo british style
- Francesco Bulckaen in Law & Order: UK
- Vittorio De Angelis in Lake Placid 4 - Capitolo finale